# Tricolonos
Tricolonos (en griego, Τρικόλωνοι) fue una antigua ciudad griega situada en Arcadia.
Según la mitología griega, la ciudad fue fundada por Tricolono, hijo de Licaón.
Pausanias dice que fue una de las poblaciones pertenecientes al territorio de los eutresios que se unieron para poblar Megalópolis, pero como algunos tricolonenses se resistían a abandonar su antigua ciudad, fueron obligados por la fuerza a trasladarse a Megalópolis.
Pausanias añade que estaba a diez estadios de Carisia y a quince de Zetia y que en su tiempo quedaba de ella un santuario y una imagen de Poseidón, rodeado por un bosque sagrado, pero la ciudad se encontraba abandonada. Cerca de la ciudad se hallaba una tumba de la que se creía que pertenecía a Calisto y en sus proximidades había también un santuario de Artemisa Caliste.